# Lestelle-de-Saint-Martory
Lestelle-de-Saint-Martory is een gemeente in het Franse departement Haute-Garonne (regio Occitanie) en telt 377 inwoners (2005). De plaats maakt deel uit van het arrondissement Saint-Gaudens.

## Geografie
De oppervlakte van Lestelle-de-Saint-Martory bedraagt 9,4 km², de bevolkingsdichtheid is 40,1 inwoners per km².

## Verkeer en vervoer
In de gemeente ligt spoorwegstation Lestelle.
De onderstaande kaart toont de ligging van Lestelle-de-Saint-Martory met de belangrijkste infrastructuur en aangrenzende gemeenten.

## Demografie
De figuur toont het verloop van het inwonertal (bron: INSEE-tellingen).